# Koppar(I)oxid
Koppar(I)Oxid eller röd kopparoxid är en kemisk förening mellan koppar och syre. Ämnet förekommer naturligt i mineralet kuprit.

## Framställning
Koppar oxideras mycket långsamt i torr luft under normala förhållanden. Röd kopparoxid bildas vid exponering av ren syrgas eller vid uppvärmning.
{\displaystyle {\rm {4\ Cu+O_{2}\rightarrow 2\ Cu_{2}O}}}
Den kan också bildas genom reduktion av svart kopparoxid (CuO).
{\displaystyle {\rm {2\ CuO+CO\rightarrow Cu_{2}O+CO_{2}}}}
Silverpläterade kopparföremål kan drabbas av rödpest om pläteringen blir skadad. Det är röd kopparoxid som bildas genom en galvanisk reaktion med det ädlare silvret.

## Egenskaper
Röd kopparoxid är olösligt i vatten och organiska lösningsmedel, däremot lösligt i ammoniak och starka syror varvid motsvarande kopparsalt bildas.
Koppar(I)oxid var det första ämne som upptäcktes ha halvledande egenskaper. Likriktare av kopparoxid-dioder var kommersiellt tillgängliga redan 1924, långt innan kisel-baserade halvledare blev dominerande.

## Användning
Röd kopparoxid används som pigment, fungicid och i bottenfärg som ett alternativ till blymönja.